# Friedrich Pourtalès
Jacob Ludwig Friedrich Wilhelm Joachim Pourtalès, född 24 oktober 1853 i Oberhofen am Thunersee, död 3 maj 1928 i Bad Nauheim, var en tysk greve och diplomat. Han var brorson till Albert von Pourtalès.
Pourtalès var 1907–1914 ambassadör i Sankt Petersburg. Sina intryck från krigsutbrottet 1914 har han skildrat i Am Scheidewege zwischen Krieg und Frieden (1919, ny utvidgad upplaga utgavs 1927 under titeln Meine letzten Verhandlungen in St. Petersburg Ende Juli 1914).